# Neluț Roșu
Neluț Roșu (sinh ngày 5 tháng 7 năm 1993) là một cầu thủ bóng đá România thi đấu ở vị trí tiền vệ trung tâm cho Levski Sofia của Bulgaria.

## Sự nghiệp
Vào tháng 1 năm 2017, Roșu gia nhập Viitorul Constanța nơi anh đóng góp cho danh hiệu Liga I 2016–17 của câu lạc bộ, ra sân 14 lần cho đội bóng.
Ngày 4 tháng 7 năm 2017, Roșu ra nước ngoài để ký hợp đồng với câu lạc bộ Bulgaria Levski Sofia với thời hạn 3 năm với giá 100.000 euro.

## Danh hiệu

### Câu lạc bộ
Viitorul Constanța
- Liga I: 2016–17